# Mestiços nos Estados Unidos
Mestiços americanos são latino-americanos cuja identidade racial e / ou étnica é mestiça, ou seja, uma ascendência mista de europeus e ameríndios da América Latina (geralmente ascendência mista ibero-indígena).
Este grupo não inclui o povo Métis dos Estados Unidos (uma comunidade específica com cultura e história compartilhadas, muitas vezes com ascendência mista franco-indígena) ou o povo Métis do Canadá (geralmente com ascendência franco- indígena ou escocesa- indígena mista) que residem no Estados Unidos, nem inclui tejanos, Nuevomexicanos, crioulos da Louisiana, nem americanos multirraciais, cuja identidade étnica é nativa americana ou ameríndia latino-americana. O que eles têm em comum é que todos são descendentes de índios indígenas e europeus. Muitos mestiços se identificam com sua ancestralidade ameríndia, enquanto outros tendem a se identificar com sua ancestralidade europeia. Outros ainda celebram ambos.
É difícil saber o número exato de latino-americanos que se identificam como mestiços, em parte porque "mestiço" não é uma categoria racial oficial no Censo. De acordo com o Censo dos Estados Unidos de 2010, 36,7% dos 52 milhões de latino-americanos se identificam como "alguma outra raça", e a maioria do restante se considera branca. Para complicar ainda mais as coisas, está o fato de que muitas agências federais, como o CDC ou a CIA , nem mesmo reconhecem a categoria "alguma outra raça", incluindo essa população na categoria branca.

## Representação na mídia
Os mestiços são sub-representados na mídia de massa dos EUA e nas percepções sociais americanas em geral, já que os latinos costumam receber valores raciais erroneamente, geralmente não brancos e pardos, como mestiços ou mulatos, apesar da diversidade racial dos latino-americanos, enquanto eles são esquecidos nos meios de comunicação latinos dos EUA e nas percepções sociais latinas em geral; críticos acusaram os meios de comunicação latinos dos EUA de ignorar as populações mestiças, mulatas e outras populações multirraciais latinas, os povos indígenas latino-americanos, as populações latinas negras e os estereotipados latinos brancos com pele morena, cabelo escuro e olhos escuros, excluindo-os em favor de latino-americanos loiros, de olhos azuis / verdes e brancos, junto com mulatos de pele clara e mestiços latino-americanos.